# Regino Martínez Basso
Regino Martínez Basso (Algeciras, 4 de febrero de 1845 - Algeciras, 27 de enero de 1901) fue un célebre violinista y compositor español. 
Nacido en el número 32 de la calle que hoy lleva su nombre en la ciudad de Algeciras desde muy joven mostró interés por la música. Una vez terminados sus primeros estudios ingresó en la academia de Francisco Cañizares donde realizó tales progresos que muy pronto fue enviado por su familia al Conservatorio de Música y Declamación de Madrid donde permaneció un año bajo la dirección de Jesús Monasterio y formando parte de la orquesta del Teatro Real.
De regreso fundó en su ciudad de origen la Juventud Algecireña, sociedad cultural junto a otros destacados personajes locales. En 1871 cambió su residencia a Málaga donde fue nombrado socio facultativo y profesor de violín del Real Conservatorio de María Cristina; de su cátedra salieron nombres como Emilio Soto, Luis Alonso, Joaquín González Palomares, muy reputados en su tiempo. Junto con Eduardo Ocón fundó la Academia de Música de la Sociedad Filarmónica de Málaga, donde se impartió primeramente Piano, Solfeo y Violín.
En 1873 el Círculo mercantil de Málaga le nombró socio de mérito. Se cuenta que el gran Pablo Sarasate lo llamó maestro desde que ofrecieron un concierto juntos en el que Regino sólo pudo leer la partitura una vez se hubo levantado el telón. Dirigió la Compañía de ópera de Enrique Tamberlick, fue nombrado socio de mérito del Liceo Brigantino de La Coruña.
Los últimos años de su vida los pasó en su casa natal cuidando de su madre. En 1882 ofreció un concierto benéfico en el Teatro Principal de Algeciras, justo enfrente de su casa, donde intervinieron artistas como Miguel Martín, pianistas como Ángela Campuzano, Antonia Saavedra, Victoria Gras, Teodora Rodríguez o Gertrudis Maurelle. Falleció en su domicilio a los 55 años de edad tras una larga enfermedad.